# Didymoglossum hildebrandtii
Didymoglossum hildebrandtii är en hinnbräkenväxtart som först beskrevs av Oskar Kuhn, och fick sitt nu gällande namn av Ebihara och Dubuisson. Didymoglossum hildebrandtii ingår i släktet Didymoglossum och familjen Hymenophyllaceae. Inga underarter finns listade.